# Ängsö (naturreservat)
Ängsö är ett naturreservat i Västerås kommun i Västmanlands län.
Området är naturskyddat sedan 1985 och är 896 hektar stort. Reservatet omfattar hela Ängsö socken med 23 öar och 222 holmar och skär i Mälaren med Ängsön som den största ön. Reservatet består av ett gammaldags landskap med fornlämningar, betesmarker, barr- och lövskog, gamla vägar och torp. 
Landskapet i Ängsö har under hundratals år inte förändrats mycket då markägaren varit densamma sedan medeltiden. Markerna har under lång tid brukats med bete och slåtter. 

## Växt- och djurliv
Mälarens gynnsamma klimat och den kalkhaltiga jorden gynnar en del ovanliga arter som backsippa, kattfot, smultronklöver, toppjungfrulin och orkiden Adam och Eva. Dessutom finns en hel del införda medicinal- och kulturväxter runt slottet och de gamla torpen.
På Ängsö finns hotade och ovanliga svampar som rotsopp, skumticka, jättekamskivling och oxtungssvamp.
Bland däggdjuren märks rådjur, dovhjort, vildsvin och fladdermöss. Ett fågeltorn finns en dryg km sydöst om slottet och ett hundratal häckande fågelarter har observerats, bland annat fiskgjuse, gråhäger, brun kärrhök, rördrom, gulärla, mindre hackspett och storspov. Även havsörnen kan oserveras året runt. Några öar inom reservatet är fågelskyddsområde. Där gäller besöksförbud mellan 1 april och 15 juli.

## Friluftsliv
Reservatet har 6 olika vandringsleder som är mellan 1,5 och 8,5 kilometer långa som går genom Ängsös varierade natur- och kulturlandskap. Längs vandringslederna finns rastplatser, flera med grillplats och torrtoalett. De som uppskattar bad kan göra utflykter till de många klipporna vid Mälaren på öns västra sida.
Reservatet omger byggnadsminnet Ängsö slott dit även den medeltida kyrkan räknas.

## Galleri
Foton från reservatets södra halva.

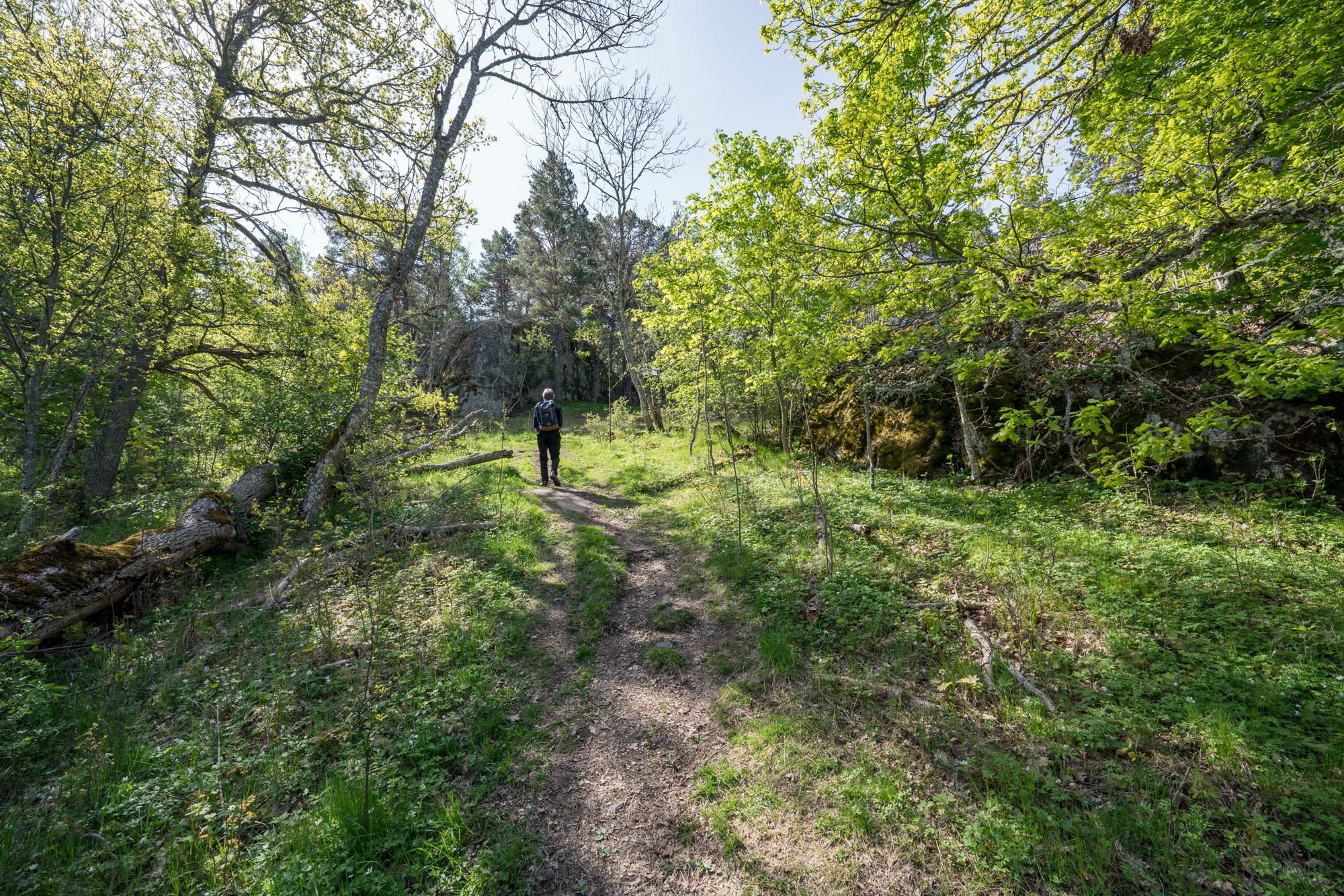
Utörundan börjar vid parkeringen söder om slottet.
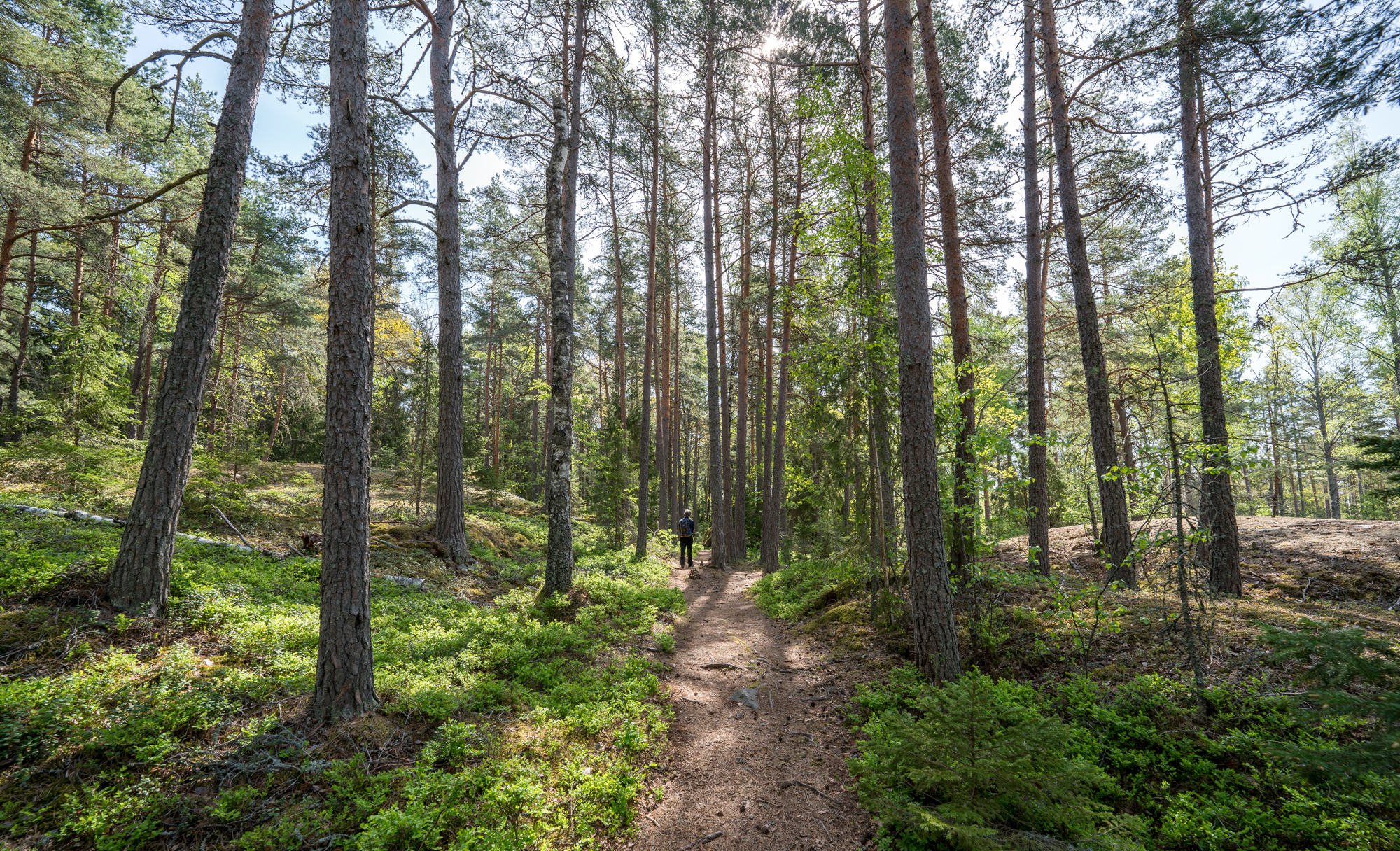
Barrskog några hundra meter söder om slottet.
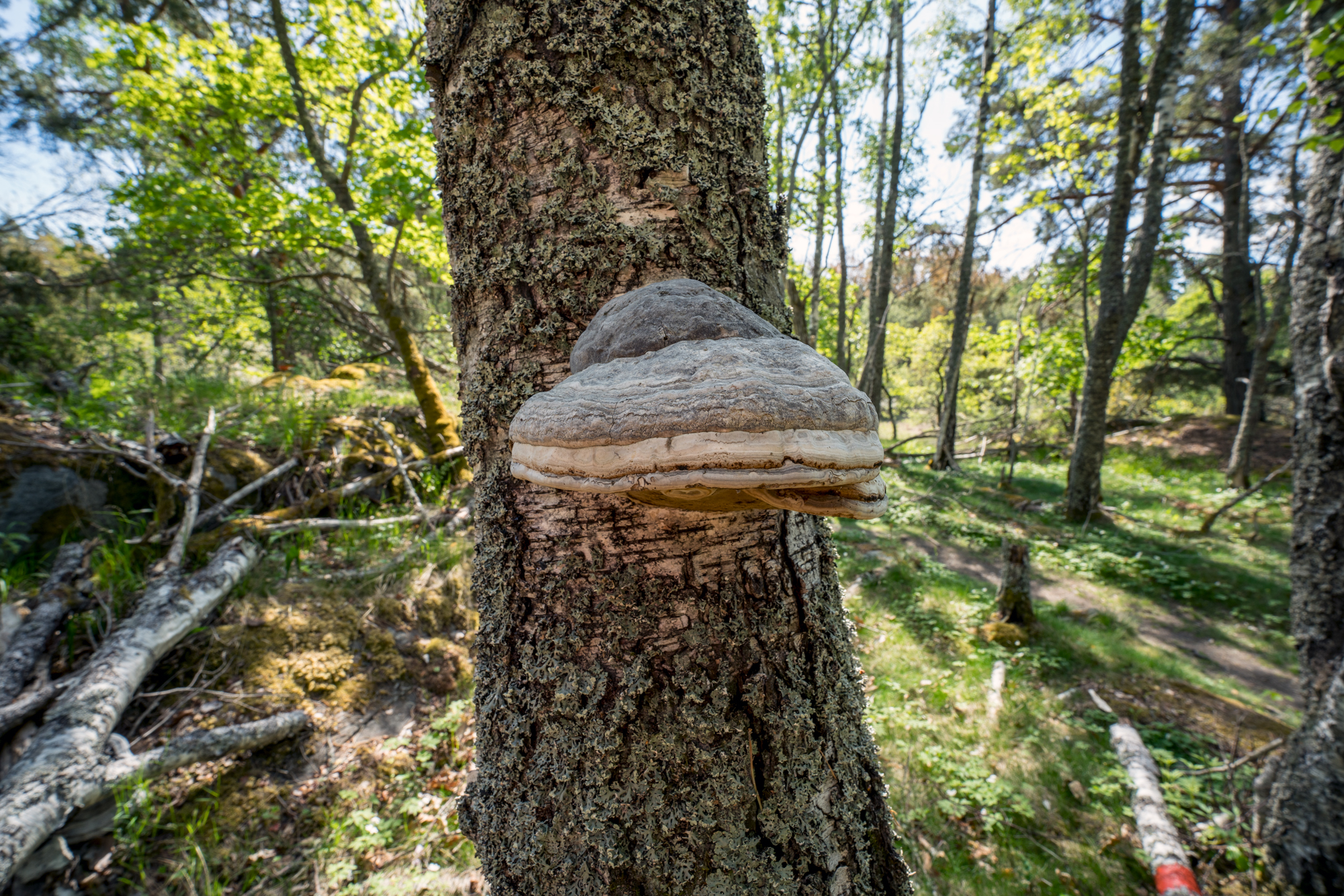
Fnöskticka.
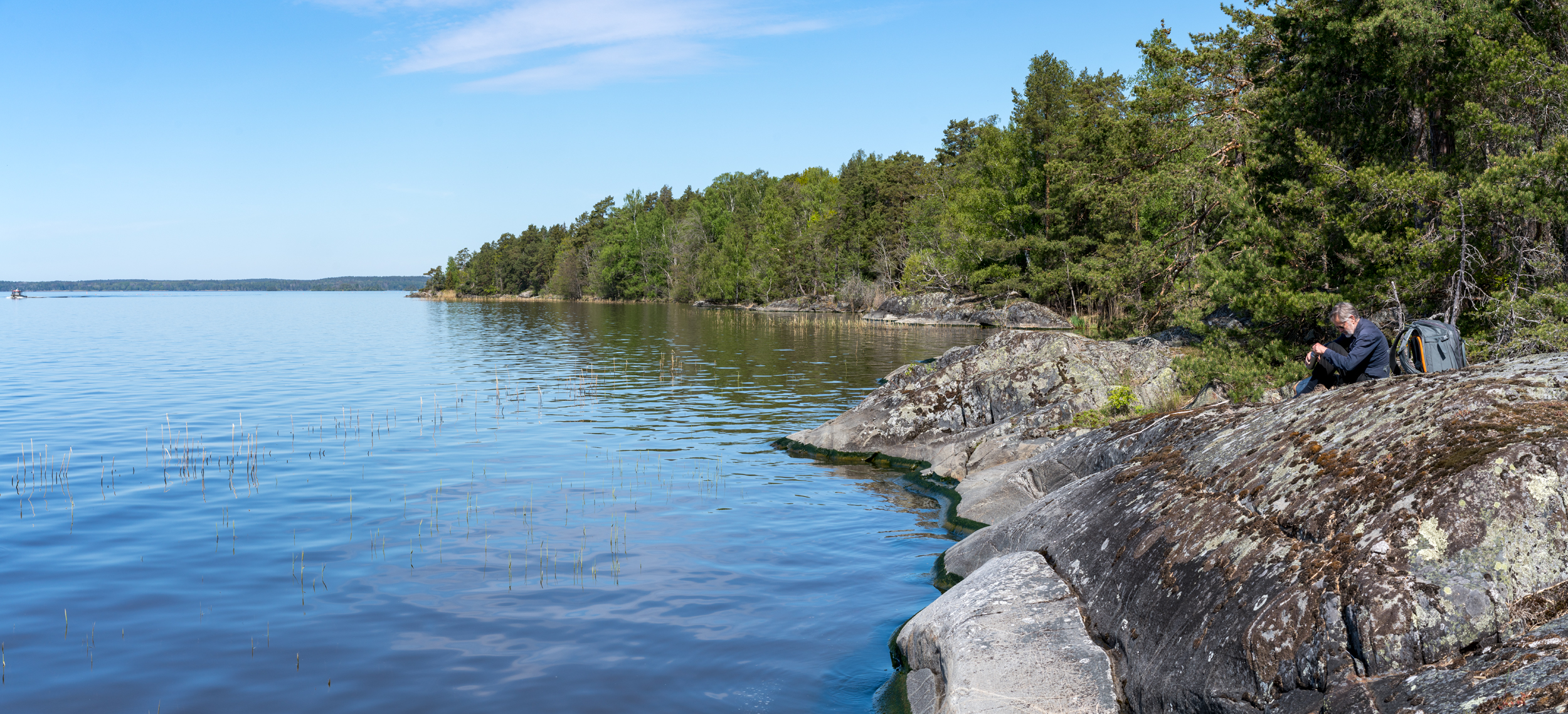
Klippor på Ängsöns västra sida.
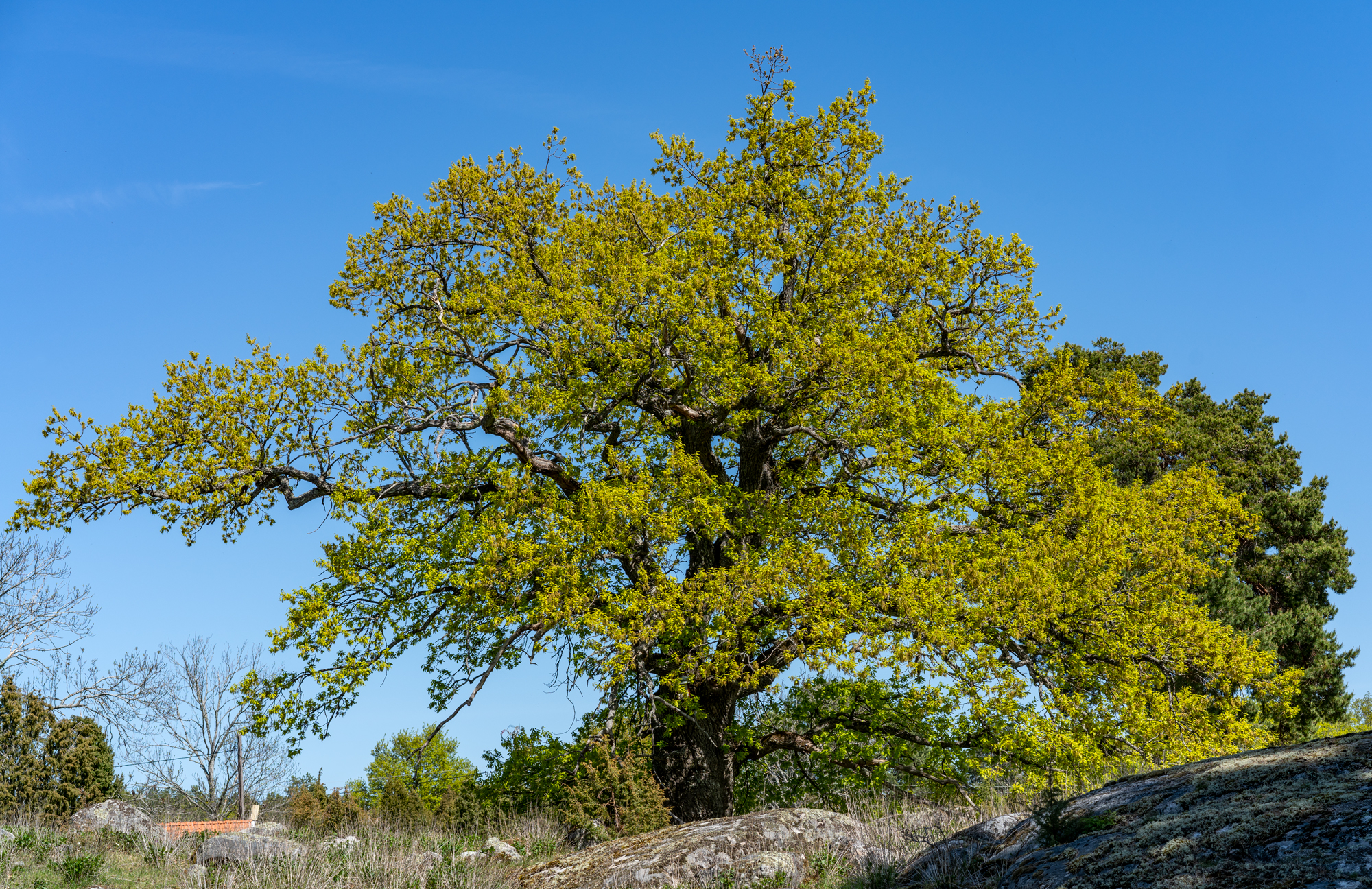
Nyutslagen ek vid Skurusund.
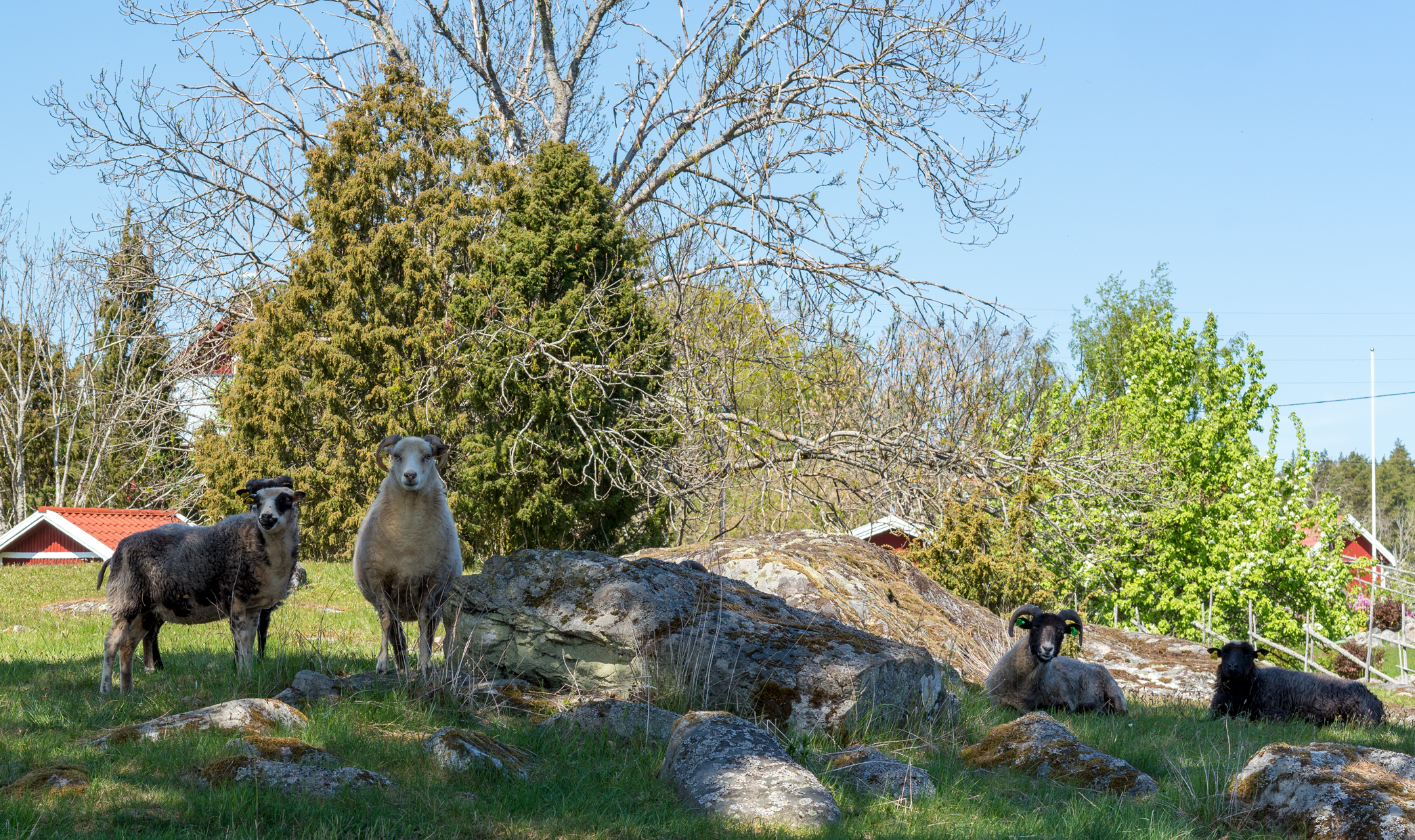
Fårhage vid Skurusund.
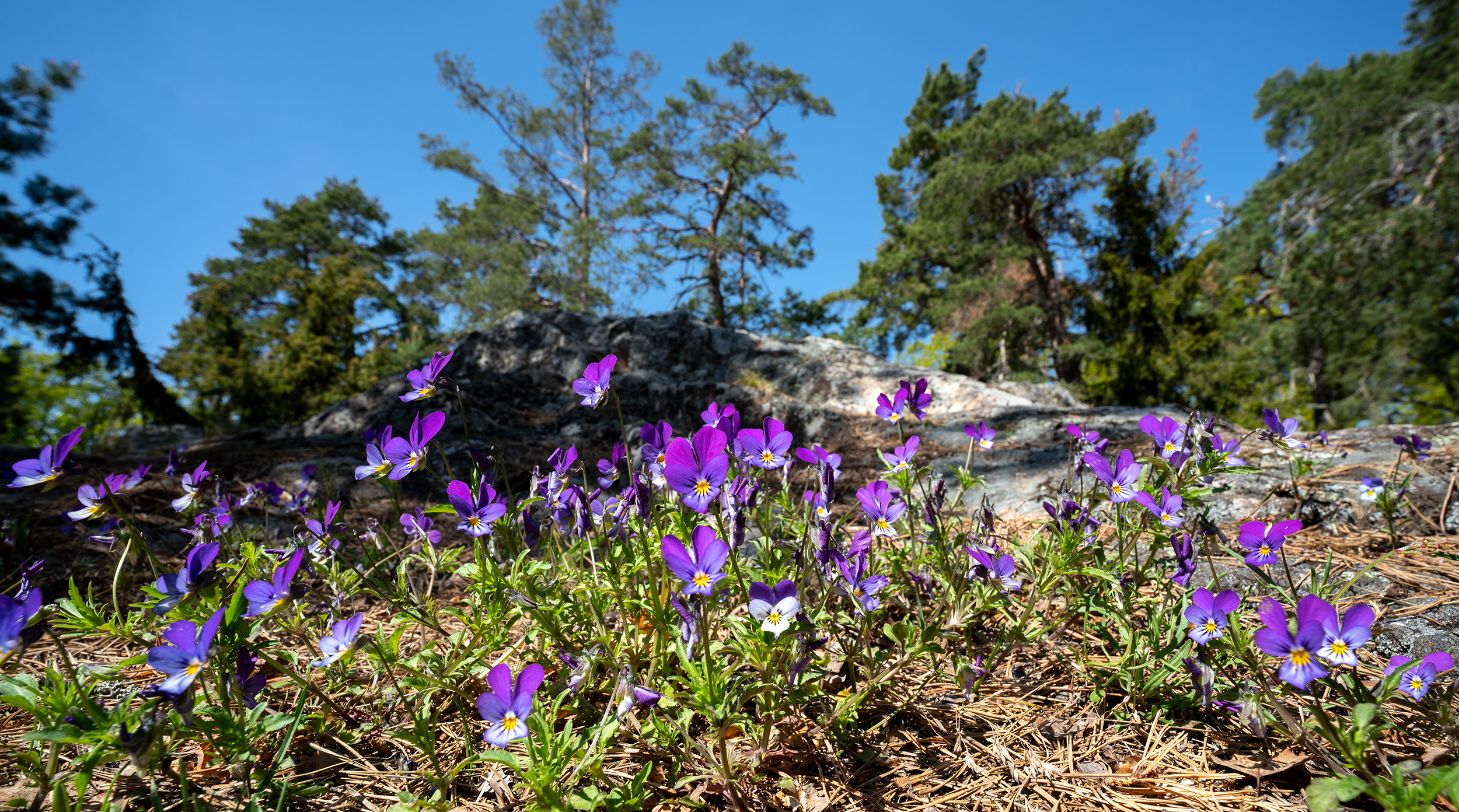
Styvmorsviol vid Korsudden.
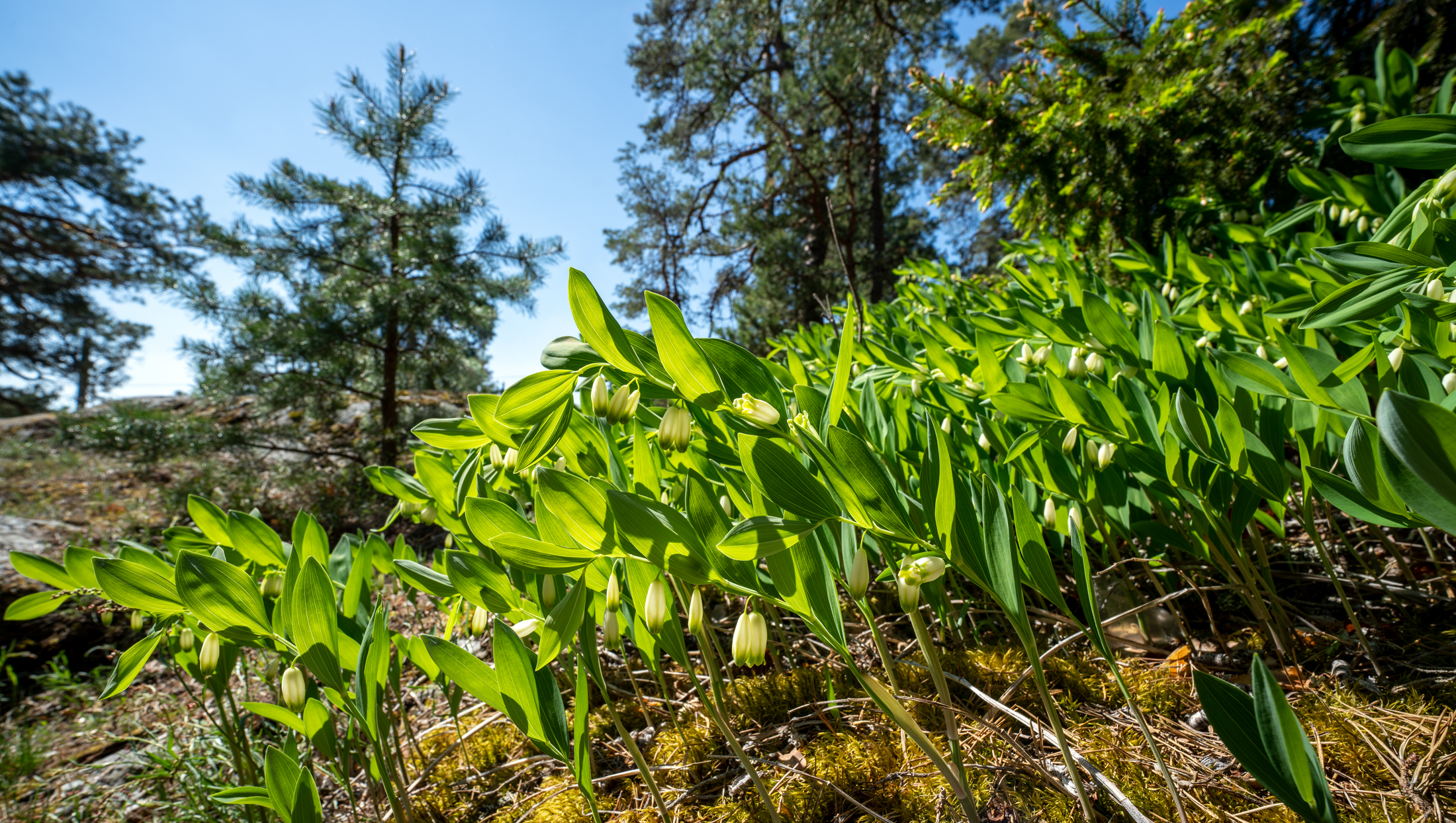
Getrams vid Korsudden.
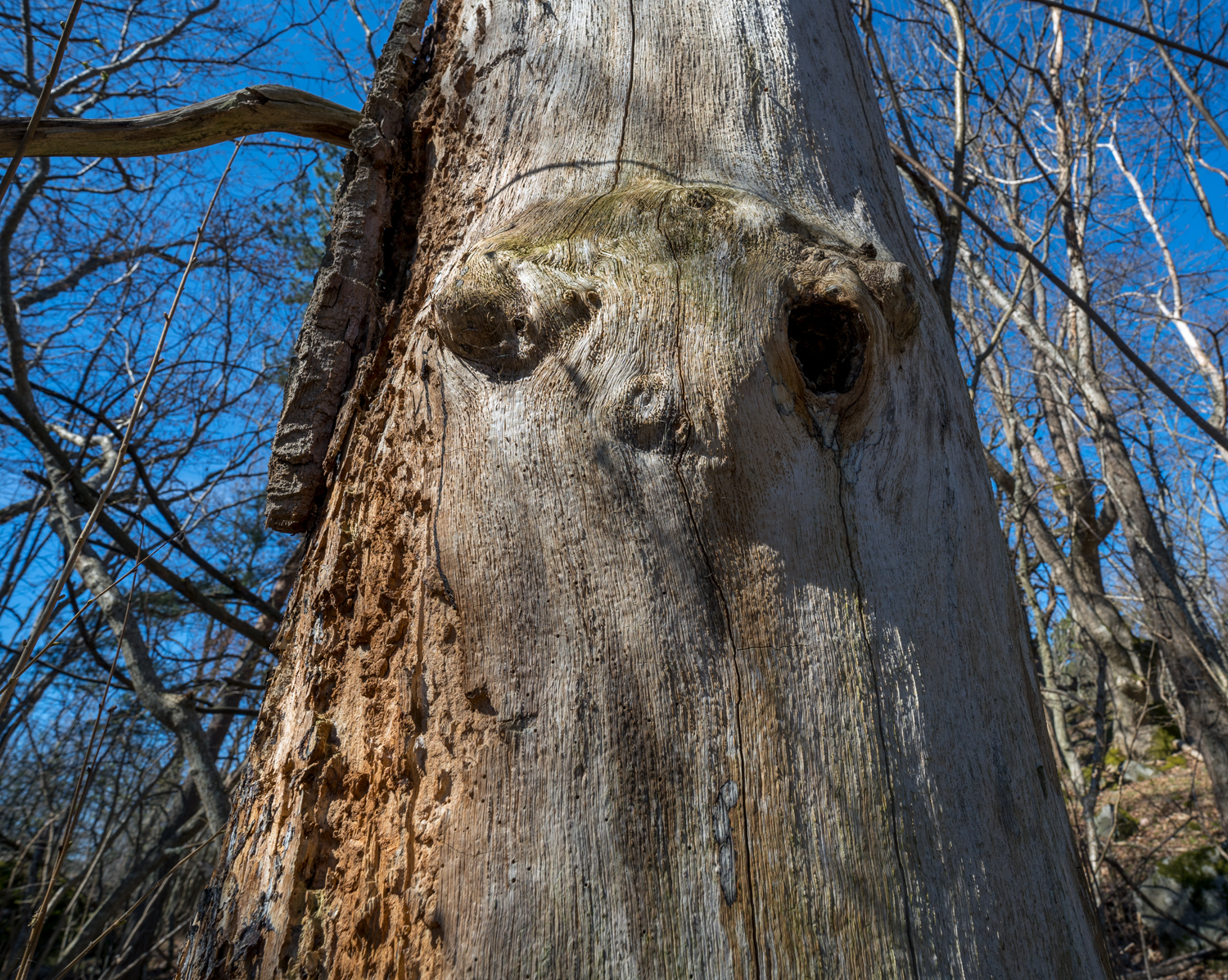
Död ek nära Långholms brygga.
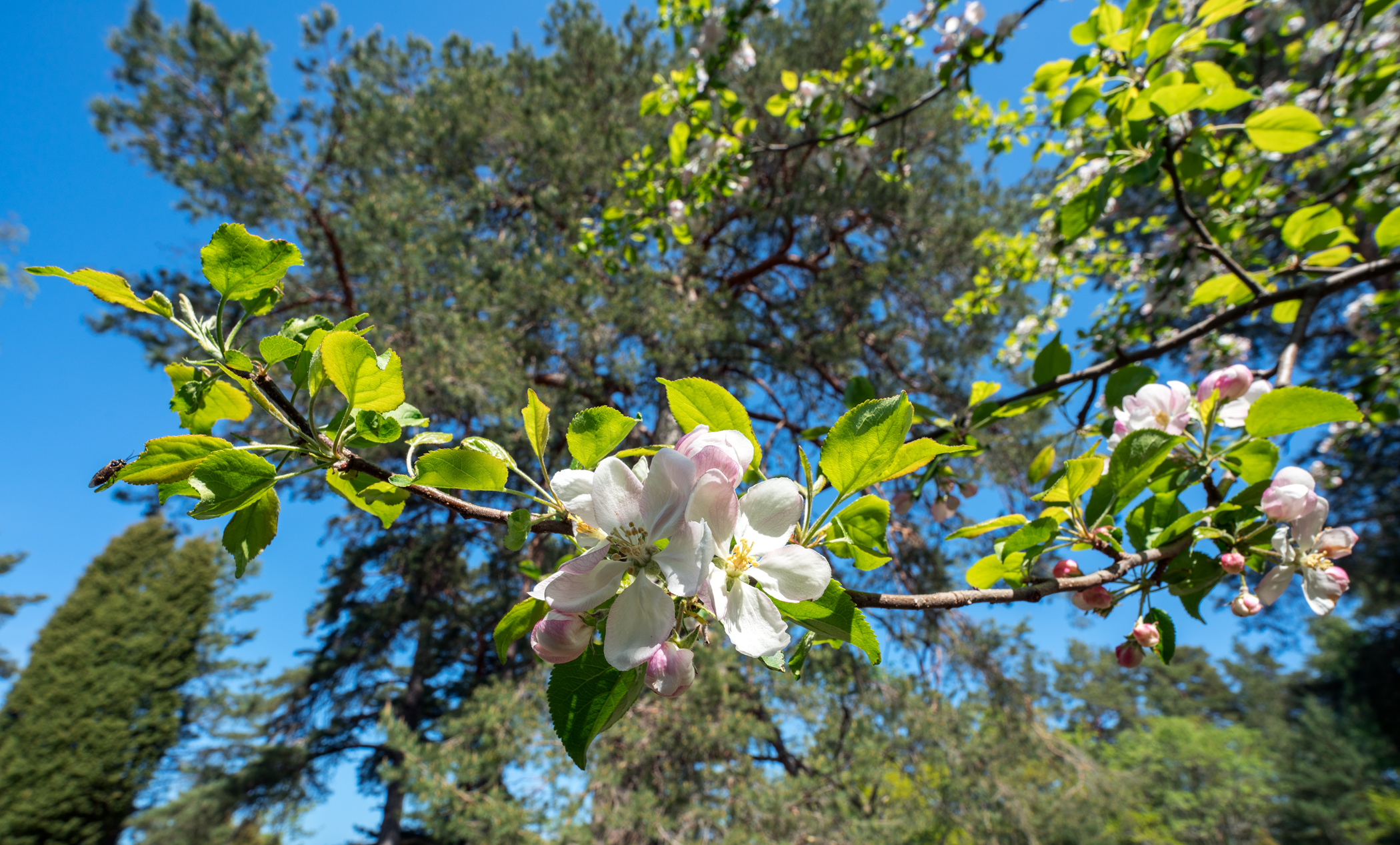
Äppelblom vid Långholms brygga.